# Katadesmia
Katadesmia is een geslacht van tweekleppigen uit de  familie van de Malletiidae.

## Soorten
- Katadesmia cuneata (Jeffreys, 1876)
- Katadesmia kolthoffi (Hägg, 1904)
- Katadesmia malita (Sanders & Allen, 1985)
- Katadesmia pallida (E. A. Smith, 1885)
- Katadesmia polita (Verrill & Bush, 1898)
- Katadesmia sansibarica (Thiele & Jaeckel, 1931)
- Katadesmia vincula (Dall, 1908)